# Xã Millersburg, Quận Mercer, Illinois
Xã Millersburg (tiếng Anh: Millersburg Township) là một xã thuộc quận Mercer, tiểu bang Illinois, Hoa Kỳ. Năm 2010, dân số của xã này là 755 người.